# Bow Wow Wow
Bow Wow Wow — британская группа новой волны, образованная в 1980 году в Лондоне, Англия, панк-антрепренёром и музыкальным менеджером Малкольмом Маклареном, который пригласил в состав троих участников Adam and the Ants (Мэтью Эшман, Ли Горман, Дэйв Барбаросса) и 14-летнюю Аннабеллу Люинь (англ. Annabella Lwin).
Bow Wow Wow, исполнявшие (под пронзительное, экспрессивное пение Аннабеллы) танцевальный пост-панк с акцентом на перкуссию (с преобладанием так называемого «бурунди-бита», этнической находки Макларена, опробованной им прежде в Adam & the Ants), выпустили два студийных альбома и 12 синглов, два из которых — «Go Wild in the Country» (1982, #7 UK) и «I Want Candy» (1982, #9 UK) — стали хитами в Британии.
После ухода из группы Аннабеллы, в 1983 году начавшей сольную карьеру, состав некоторое время функционировал как Chiefs of Relief. Реюнион 1998 года (результатом которого явился альбом Wild in the U.S.A., куда наряду с ремиксами вошли фрагменты проведённого незадолго до этого турне) состоялся уже без Эшмана, скончавшегося в 1995 году от диабета.
В 2003 Аннабелла реформировала Bow Wow Wow: состав, куда вошли гитарист Фил Гоф и барабанщик Эдриан Янг из No Doubt (его в 2005 году заменил Дэвин Боуман) лишь эпизодически выступал с концертами, последний из которых состоялся в 2006 году.

## Дискография

### Альбомы
- See Jungle! See Jungle! Go Join Your Gang, Yeah, City All Over! Go Ape Crazy! (One Way, 1981)
- When the Going Gets Tough, The Tough Get Going (One Way, 1983)
- Go Wild: Best of Bow Wow Wow (1995, BMG/Arista)

#### Синглы
- «C30, C60, C90, Go!»(EMI 1980 #34 UK)
- «Your Cassette Pet» (1980 #58 UK)
- "W.O.R.K. (EMI, 1981 #62 UK)
- «Prince of Darkness» (RCA 1981 #58 UK)
- «Chihuahua» (RCA 1981 #51 UK)
- «Go Wild in the Country» (RCA #7 UK)
- «See Jungle! (Jungle Boy)» (RCA 1982 #45 UK)
- «I Want Candy» (RCA 1982; #39 AUS, #9 UK)
- «Louis Quatorze» (RCA 1982 #66 UK)
- «Fools Rush In» (EMI 1982)
- «Do You Wanna Hold Me?» (RCA 1983 #47 UK)
- «I Started Something» (Cleopatra, iTunes 2007)